# Francesco Di Stefano

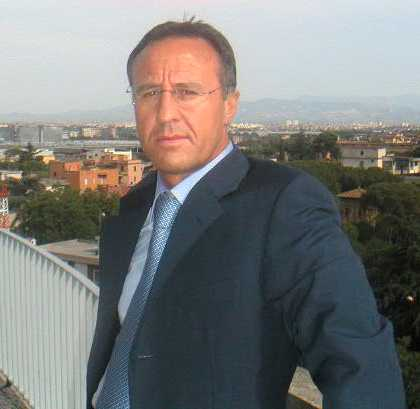
Francesco Di Stefano

Francesco Di Stefano  (* 1953 in Avezzano) ist ein italienischer Medienunternehmer. Er ist Gründer des Senders Europa 7 und Eigentümer von Atv7, Tvr Voxson, Teleregione sowie Libera TV.
Di Stefano führte eine langjährige Auseinandersetzung um die TV-Frequenzen für seinen Sender Europa 7.